# Epistole (Giovanni di Salisbury)
Le Epistole di Giovanni di Salisbury sono due raccolte separate di corrispondenza che testimoniano due periodi differenti della sua vita: il primo è il servizio presso l'arcivescovo Teobaldo di Bec tra il 1148 e il 1161 e il secondo il suo lavoro alle dipendenze di Thomas Becket, tra il 1163 e il 1173, anno della canonizzazione di quest'ultimo. 

## Introduzione
Le lettere di Giovanni di Salisbury sono conservate in due raccolte distinte, la prima risalente al periodo in cui agiva come segretario dell’arcivescovo Teobaldo di Bec e che si conclude con la morte dell’arcivescovo stesso, dunque il periodo 1148-1161, e la seconda risalente al periodo in cui lavorò per Thomas Becket, successore dello stesso Teobaldo. La principale differenza tra queste due raccolte è il tipo di lettere che si trovano in esse contenute, in relazione anche al differente contesto in cui esse vengono scritte: nella prima sono presenti lettere a carattere prevalentemente amministrativo, legate appunto alla sua attività di segretario dell’arcivescovo, mentre nella seconda ci sono lettere più personali, come ad esempio quella che apre la raccolta da cui emerge che sta preparando il terreno per l’imminente esilio di Becket.

## La prima raccolta
Della prima collezione esiste una testimonianza esterna, ossia una lettera di risposta da parte dell’amico Pietro di Celle, cui era stata inviata la raccolta stessa, in cui questa viene celebrata per la capacità e lo stile estremamente elevati del loro autore. Da ciò emerge che, almeno in questo caso, la raccolta è stata pensata e predisposta dallo stesso Giovanni così come il fatto che le epistole che qui compaiono siano effettivamente sue, anche se più della metà di esse ha il nome di Teobaldo come mittente e sono pochissime quelle che riportano il nome dell'autore. Se si è abbastanza certi che le epistole siano autentiche, si è più in difficoltà per quanto riguarda la questione della loro datazione: anche in questo caso per la metà circa, attraverso riferimenti interni a eventi o personaggi, o anche attraverso la presenza di rubriche con cui i copisti successivi hanno lasciato delle informazioni, si può inferire la data. In particolare, sono facili da ricostruire quelle del periodo 1156-1157 e 1159-1161, mentre per un gruppo di epistole la datazione è abbastanza complessa da ricostruire; è interessante notare che proprio questo gruppo di epistole ha come unico destinatario papa Adriano IV, e che nei tre manoscritti della raccolta compaiono sempre come gruppo coeso, facendo supporre che anche l’autore le intendesse in modo tale.

### La tradizione manoscritta della prima raccolta
Di questa prima collezione fanno parte 3 manoscritti:
- Paris, Bibliothèque Nationale, Lat. 8625, ff. 1-32 in cui sono contenute tutte le 136 epistole anche se le lettere 125, 126 e 127 sono unite a formarne una sola.
- Cambridge, University Library, Ii 2.31, contenente Policraticus, Metalogicon, Entheticus maior e le prime 75 epistole più una parte della 76; le epistole sono ordinate in base alla dignità del destinatario, avendo dunque in testa quelle destinate ai papi, ma non si sa se questo ordine sia stato deciso specificamente dal copista o rispecchi l’idea originale di Giovanni.
- Città del Vaticano, Biblioteca Apostolica Vaticana, Vat. Lat. 6024, risalente al XIII secolo e molto simile al manoscritto di Parigi, per quanto non siano stati dimostrati rapporti di parentela.

## La seconda raccolta
Il secondo gruppo di epistole, invece, comprende quelle scritte sotto il patrocinio di Becket, e cominciano dall’anno del suo esilio, 1163, per terminare poi con la canonizzazione dello stesso, quasi a voler comporre un monumento in memoria del martire. Si trattava di un’operazione in sintonia con quanto stava facendo anche Alano di Lille con la sua raccolta di memorie di Becket, per la quale Giovanni aveva composto una vita che doveva fungere da introduzione, ma sembra strano che almeno la parte legata agli eventi appena precedenti il martirio dell’arcivescovo non sia stata inclusa tra i materiali di Alano. Rispetto alla collezione precedente, inviata a Pietro di Celle come dimostra la risposta di quest’ultimo, questa probabilmente non era pensata per la pubblicazione, oppure, come nel caso dell'Historia pontificalis, ci si trova di fronte a un’operazione rimasta incompiuta, dal momento che invece l’ordine cronologico in cui sono collocate le epistole mostra che l’intenzione di una pubblicazione ci fosse. Infine, se la prima collezione è un esempio di quello che doveva essere il lavoro di un amministratore dell’epoca, contenendo perlopiù epistole di stampo amministrativo, in particolare le bolle rivolte ai papi e le lettere pastorali composte al posto del vescovo, la seconda collezione è più ricca di lettere personali, da cui compaiono anche i suoi pensieri e che possono permettere di comprendere qualcosa non solo del suo stile, ma anche della sua personalità.

### La tradizione manoscritta della seconda raccolta
Anche di questa seconda raccolta sono sopravvissuti tre esemplari manoscritti:
- Paris, Bibliothèque Nationale, Lat. 8562 datato a cavallo tra XII e XIII secolo, probabilmente proveniente dalla diocesi di Évreux, dal momento che vi si trovano annotati degli accordi stipulati con altre abbazie.
- London, British Library, Additional 11506, copia incompleta di XII secolo e molto simile al manoscritto di Parigi nelle sue parti rimaste.
- London, British Library, Cotton Vitellius E. XVIII, manoscritto fortemente danneggiato in cui era contenuta una copia delle lettere che circolava a Canterbury tra 1180 e 1190.

## Edizioni
- Giovanni di Salisbury, The Letters of John of Salisbury, vol. 1, The Early Letters (1153-1161), ed. W. J. Millor and H. E. Butler and C. N. L. Brooke, Oxford, 1986.
- Giovanni di Salisbury, The Letters of John of Salisbury, vol. 2, The Later Letters (1163-1180), ed. W. J. Millor and C. N. L. Brooke, Oxford, 1979.